# Dinumma stygia
Dinumma stygia är en fjärilsart som beskrevs av George Francis Hampson 1926. Dinumma stygia ingår i släktet Dinumma och familjen nattflyn. Inga underarter finns listade i Catalogue of Life.